# Prima vennero...
Prima vennero... è in origine un sermone del pastore Martin Niemöller sull'inattività degli intellettuali tedeschi in seguito all'ascesa al potere dei nazisti e delle purghe dei loro obiettivi scelti, gruppo dopo gruppo. Il testo è ben conosciuto e frequentemente citato, ed è un modello popolare per descrivere i pericoli dell'apatia politica, e come essa alle volte inizi con un odio teso ad impaurire obiettivi e di come alle volte vada fuori controllo.

## Controversia sull'origine e sul testo
Nei paesi di lingua spagnola la poesia – già propagandata ampiamente da attivisti sociali negli Stati Uniti almeno dagli anni sessanta in sostegno dei diritti civili e in opposizione alla Guerra del Vietnam – è stata spesso erroneamente attribuita a Bertolt Brecht sin dagli anni settanta, benché non esista evidenza alcuna che il drammaturgo tedesco abbia mai, nemmeno in forma variata, pubblicato o recitato tali versi.
I versi originari di Martin Niemöller recitano: «Quando i nazisti presero i comunisti,/ io non dissi nulla/ perché non ero comunista./ Quando rinchiusero i socialdemocratici/ io non dissi nulla/ perché non ero socialdemocratico./ Quando presero i sindacalisti,/ io non dissi nulla/ perché non ero sindacalista./ Poi presero gli ebrei,/ e io non dissi nulla/ perché non ero ebreo./ Poi vennero a prendere me./ E non era rimasto più nessuno che potesse dire qualcosa».
Altre ricerche hanno fatto risalire la poesia a discorsi tenuti da Niemöller nel 1946. In ogni caso, il testo della poesia rimane controverso: ci sono molte varianti, che si differenziano sia per le persone citate (comunisti, socialisti, ebrei, cattolici, testimoni di Geova, omosessuali, malati incurabili etc), sia per l'ordine in cui sono citate. Come afferma Richard John Neuhaus nel numero di novembre 2001 del suo diario online First Things, quando nel 1971 gli fu chiesta la corretta versione da riportare, Niemöller disse che non era molto sicuro di aver detto le famose parole ma, se la gente insisteva nel citarlo, lui avrebbe preferito questa versione che parla di comunisti, socialdemocratici, sindacalisti, me.

## Variazioni nella cultura anglofona
Quando la poesia fu declamata negli Stati Uniti nel 1950, la prima strofa che si riferiva ai comunisti era spesso omessa, probabilmente per via della nascita del maccartismo e della paura rossa. La versione inscritta nel Monumento all'Olocausto della Nuova Inghilterra, a Boston, parla di comunisti, ebrei, sindacalisti, cattolici. Un'altra variante fu stampata dalla rivista Time il 28 agosto 1989, commemorando il cinquantesimo anniversario dell'inizio della seconda guerra mondiale. Questa versione parla di comunisti, ebrei, cattolici. La variante che si trova nella maggior parte dei manifesti e poster in lingua inglese parla di socialisti, sindacalisti, ebrei.

### Influenza
La poesia ha influenzato la canzone Yellow Triangle ("Triangolo giallo") del cantante di musica folk Christy Moore. Nel 1991 il duo musicale scozzese Hue and Cry parafrasò la poesia in una canzone registrata al Cirque Royale di Bruxelles. La porzione rilevante della canzone era:
When they came for the Jews and the blacks, I turned away

When they came for the writers and the thinkers and the radicals and the protestors, I turned away

When they came for the gays, and the minorities, and the utopians, and the dancers, I turned away

And when they came for me, I turned around and around, and there was nobody left...
Quando vennero per gli ebrei e i neri, distolsi gli occhi

Quando vennero per gli scrittori e i pensatori e i radicali e i dimostranti, distolsi gli occhi

Quando vennero per gli omosessuali, per le minoranze, gli utopisti, i ballerini, distolsi gli occhi

E poi quando vennero per me mi voltai e mi guardai intorno, non era rimasto più nessuno...
(Hue and Cry, Yellow Triangle)
Influenzò anche la canzone Emigre degli Anti-Flag. La canzone, registrata nell'album For Blood and Empire, si riferisce a First they came... nella prima strofa:
First they came for the communists, and I did not speak out

Then they came for the socialists, and I did not speak out

Next they came for the trade unionists, and I did not speak out

And then they came for me!
Prima vennero per i comunisti, e io non dissi nulla

Poi vennero per i socialisti, e io non dissi nulla

Successivamente vennero per i sindacalisti, e io non dissi nulla

E poi vennero per me!